# Erronea subviridis
Erronea subviridis is een slakkensoort uit de familie van de Cypraeidae. De wetenschappelijke naam van de soort is voor het eerst geldig gepubliceerd in 1835 door Reeve.